# Flabelligera mundata
Flabelligera mundata är en ringmaskart som beskrevs av Gravier 1911. Flabelligera mundata ingår i släktet Flabelligera och familjen Flabelligeridae. Inga underarter finns listade i Catalogue of Life.